# Gle Payong
Gle Payong är en kulle i Indonesien.   Den ligger i provinsen Aceh, i den västra delen av landet, 1 800 km nordväst om huvudstaden Jakarta. Toppen på Gle Payong är 103 meter över havet.
Terrängen runt Gle Payong är kuperad åt nordost, men åt sydväst är den platt. Terrängen runt Gle Payong sluttar västerut. Runt Gle Payong är det tätbefolkat, med 257 invånare per kvadratkilometer. Närmaste större samhälle är Banda Aceh, 12,7 km väster om Gle Payong. Omgivningarna runt Gle Payong är en mosaik av jordbruksmark och naturlig växtlighet.